# 沼田ダム計画
沼田ダム計画（ぬまたダムけいかく）とは、一級河川・利根川本流に建設省関東地方建設局によって計画され、地元である群馬県沼田市の猛反対によって撤回された日本最大の多目的ダム計画である。高さ 125 m のアーチ式コンクリートダムとして計画されていた。
ダム本体も高さ 100 m を超える大ダムであったが、沼田ダム計画が「巨大」と呼ばれる所以は貯水池の巨大さであった。完成していれば総貯水容量 9億 m3 と日本最大の人造湖が形成される。利根川の治水と赤城山・榛名山麓の大規模開拓計画に対する灌漑、東京都への水道供給、最大 130万 kWの揚水発電を目的としたが、地元沼田市を始め群馬県、群馬県議会の反対により1972年（昭和47年）に中止された。

## 沿革
1947年（昭和22年）関東地方を襲った雨台風・カスリーン台風は利根川水系にかつてない大水害をもたらした。埼玉県北埼玉郡大利根町（現在の加須市）付近で堤防決壊した利根川の洪水は、利根川東遷事業前の、かつての利根川の流路である中川・大落古利根川沿川から江戸川堤防までを沿う形で南下。決壊地点の現在の加須市は元より、久喜市・幸手市・杉戸町・春日部市・越谷市までをも2m以上浸水させ、遂には東京都へ侵入。足立区・葛飾区・江戸川区といった江東3区も水没し、葛飾区の新宿や水元付近では水深が3m以上にもなり、大きな被害を与えた。

この未曾有の被害に対し日本国政府は、旧内務省が1941年（昭和16年）に策定した「利根川改修増補計画」の大幅修正に迫られた。全国的な水害の頻発が、戦後困窮している日本の経済に莫大な打撃を与える事から、経済安定本部は水害を防ぎ経済への打撃を回避するため、諮問機関である治水調査会において、新しい治水計画の立案を求めた。これに応じて治水調査会は、全国の主要な大河川10水系を対象に、多目的ダムを用いた総合的な治水対策を柱とした「河川改訂改修計画案」を1949年（昭和24年）に発表した。これ以降北上川・木曽川・淀川・吉野川・筑後川などで、一斉に多目的ダム計画・建設が進められた。
利根川も当然対象となったが、既に建設省によって利根川上流部において数地点で、ダム建設のための予備調査が実施されていた。また、戦争により中断していた五十里ダム（男鹿川）の建設事業も再開されようとしていた。建設省は利根川の系統的な河川開発を推進するべく、1949年に「利根川改訂改修計画」を策定したが、その中でダムによる洪水調節を本格的に盛り込み、結果利根川水系に7か所、鬼怒川流域に2か所のダムを建設する計画を発表した。
これは堤防補強・新設や遊水池建設と並行して利根川本川と主要な支流にダムを建設する計画であり、矢木沢ダム・藤原ダム（利根川）、相俣ダム（赤谷川）、薗原ダム（片品川）、八ッ場ダム（吾妻川）、坂原ダム（神流川。下久保ダムの前身）、五十里ダム（男鹿川）、川俣ダム（鬼怒川）が計画された。そしてその根幹施設として計画されたのが「沼田ダム」である。さらに1951年（昭和26年）の国土総合開発法制定により利根川水系は利根特定地域総合開発計画の対象地域に指定され、治水のみならず食糧不足解消のための灌漑整備および電力不足に対応するための電力開発が開発目的に加わり、ダム計画も変更を迫られた。

## 計画の骨子

### 岩本ダム計画
沼田ダムは1952年（昭和27年）に第3次吉田内閣によって閣議決定され、建設省関東地方建設局による正式な事業となった。ダム地点に選ばれたのは、利根川が狭い峡谷を形成する綾戸渓谷付近、群馬県渋川市赤城町棚下地先であり、JR上越線・棚下トンネルの西側付近であった。計画当初は「岩本ダム」という名称であったがこれは直上流の沼田市岩本地先に因んでいる。
建設省は「利根川改訂改修計画」を行うに当たって、伊勢崎市八斗島地点でカスリーン台風時の洪水に耐えられる治水計画を立てた。この中で先述のダム計画が策定されたが、その組み合わせをどのようにするかで検討が重ねられた。「岩本ダム」単独で洪水調節を行う「A案」、藤原・相俣・薗原・八ッ場・坂原の五ダムで洪水調節を行う「B案」、そして六ダム全てで洪水調節を行う「C案」の三案が最終的に候補として挙った。
この中で「岩本ダム」は「B案」を除いて利根川洪水調節の中核として考えられていたが、「A案」か「C案」では規模が異なっていた。「A案」の場合だと堤高は 83 m 、総貯水容量 2億980万 m3 となり、「C案」を選択すると堤高は 75 m 、総貯水容量は 1億2,000万 m3 なって両案で規模に大きな差ができる。これは「岩本ダム」だけで利根川上流部の洪水を一括して調節するか、「岩本ダム」と各河川のダムを組み合わせて洪水調節をするかの違いであった。最終的には「C案」とする方向で調整され、規模も後者で計画されることとなった。

こうして大貯水池を擁するダムとなったが、「岩本ダム計画」では他のダムと異なる洪水調節方法を採用した。それは普段は貯水をせず、洪水時にのみ水門を閉じて洪水を貯水する洪水調節方式である。現在益田川ダム（益田川）などで採用されている「穴あきダム」方式であり、第15代長野県知事田中康夫が「脱ダム宣言」時に代替案として提唱した「河道内遊水地」と同様の方式であった。この計画を以って1953年（昭和28年）8月に正式な事業として建設省より発表されたが、後述する反対運動や利根川の治水計画が変遷することなどにより、ダム計画は一旦足踏み状態となった。

### 沼田ダム計画へ
一方利根川水系を巡る河川開発は、次第に治水中心から利水併用へと開発目的が変わって行きつつあった。戦後の急激な経済発展と首都圏人口の爆発的増加によって上水道・工業用水道の水源不足による慢性的な水不足に陥ることが多々あった。更に打ち続く電力不足の解消も大きな課題となっており、新規電源開発も急を要する事態となっていた。こうした中で利根川流域の関東地方の自治体は、利根川の有効活用を求めるようになった。「岩本ダム」自体は治水専用であったことから、東京都・埼玉県・千葉県・茨城県・栃木県・群馬県の一都五県の知事・県議会は治水の要である「岩本ダム」と、当時尾瀬で計画されていた尾瀬原ダム計画（只見川）を連携して活用し、首都圏発展に寄与させるように主張。山崎猛を委員長とする「利根川総合開発議員連盟」とも連携して1953年に「一都五県利根川治水促進大会」を挙行し、岩本・尾瀬原両ダムの建設即時遂行を訴えた。

こうした声を受け政府は利根川水系の総合開発の改訂に迫られ、シンクタンクである産業計画会議に利根川総合開発計画について検討を依頼した。この産業計画会議の議長は戦前福澤桃介と共に日本の電力事業をリードし、「電力の鬼」とあだ名された松永安左エ門であった。この産業計画会議にて利根川総合開発の根本事業として「岩本ダム」がそ上に乗り、ダムの規模を大幅に増強して首都圏の水需要・電力需要を賄おうと考えたのである。当時赤城山麓と榛名山麓において 14,000 ha にも及ぶ大開田計画が立案されていたこともあって、新規の水資源開発が地元・群馬県でも叫ばれていた。

## 規模と目的
検討の結果1959年（昭和34年）7月29日に答申された案が最終的な沼田ダム計画案となった。この案は産業計画会議第8次レコメンデーション『東京の水は利根川から - 8億トンを貯水する沼田ダムを建設せよ』として発表された。
ダムの規模は高さ 125 m で当時の利根川水系では最大規模の高さを有し、日本国内でも屈指の規模となる。型式は本文中に明確に記載されている訳ではないが、表紙をはじめとするイラストの全てがアーチ式コンクリートダムで描かれており、アーチ式を念頭に置いたものとなっている。そしてダムによって形成される人造湖は 9億 m3 の総貯水容量となり、現在日本最大の総貯水容量を有する徳山ダム（揖斐川）の 6億6,000万 m3 を大幅に凌駕、湛水面積は 2,700 ha と芦ノ湖の4倍、日本最大の湛水面積を有する雨竜第一ダム（雨竜川）の 2,373 ha を上回り、日本最大となる。天然の湖沼を含めれば日本国内では田沢湖の湛水面積を超え、関東地方では霞ヶ浦、北浦に次ぐ第3位の規模を有する湖となる。この人造湖により洪水調節、灌漑、上水道・工業用水道の供給そして水力発電を行う目的とした。
| ダム         | 河川       | 高さ （単位：m） | 総貯水容量 （単位：m3） | 湛水面積 （単位：ha） | 着工年 | 完成年 | 備考             |
| ------------ | ---------- | ---------------- | ----------------------- | --------------------- | ------ | ------ | ---------------- |
| 沼田ダム     | 利根川     | 125.0            | 900,000,000             | 2,700.0               | 1953年 | 中止   |                  |
| 矢木沢ダム   | 利根川     | 131.0            | 204,300,000             | 570.0                 | 1959年 | 1967年 | 利根川上流ダム群 |
| 須田貝ダム   | 利根川     | 72.0             | 28,500,000              | 130.0                 | 1952年 | 1955年 |                  |
| 藤原ダム     | 利根川     | 95.0             | 52,490,000              | 169.0                 | 1951年 | 1957年 | 利根川上流ダム群 |
| 利根川河口堰 | 利根川     | 7.0              | 90,000,000              | 2,100.0               | 1962年 | 1970年 |                  |
| 奈良俣ダム   | 楢俣川     | 158.0            | 90,000,000              | 200.0                 | 1973年 | 1990年 | 利根川上流ダム群 |
| 相俣ダム     | 赤谷川     | 67.0             | 25,000,000              | 98.0                  | 1952年 | 1959年 | 利根川上流ダム群 |
| 薗原ダム     | 片品川     | 76.5             | 20,310,000              | 91.0                  | 1958年 | 1965年 | 利根川上流ダム群 |
| 八ッ場ダム   | 吾妻川     | 116.0            | 107,500,000             | 304.0                 | 1952年 | 2020年 | 利根川上流ダム群 |
| 下久保ダム   | 神流川     | 129.0            | 130,000,000             | 327.0                 | 1959年 | 1968年 | 利根川上流ダム群 |
| 草木ダム     | 渡良瀬川   | 140.0            | 60,500,000              | 170.0                 | 1965年 | 1976年 | 利根川上流ダム群 |
| 渡良瀬貯水池 | 渡良瀬川   | 6.5              | 26,400,000              | 450.0                 | 1973年 | 1989年 | 利根川上流ダム群 |
| 川俣ダム     | 鬼怒川     | 117.0            | 87,600,000              | 259.0                 | 1957年 | 1966年 |                  |
| 川治ダム     | 鬼怒川     | 140.0            | 83,000,000              | 220.0                 | 1968年 | 1983年 |                  |
| 五十里ダム   | 男鹿川     | 112.0            | 55,000,000              | 310.0                 | 1941年 | 1956年 |                  |
| 湯西川ダム   | 湯西川     | 119.0            | 75,000,000              | 198.0                 | 1982年 | 2012年 |                  |
| 霞ヶ浦開発   | 常陸利根川 | -                | 1,253,000,000           | 22,000.0              | 1970年 | 1995年 | 湖沼水位調整施設 |

洪水調節については既設の藤原ダム・相俣ダム、計画中の矢木沢ダム・八ッ場ダム・下久保ダム・薗原ダムおよび根利川ダム（根利川）と共に洪水調節を行うが、沼田ダム単体で治水基準点である群馬県伊勢崎市八斗島において毎秒 1万7,000 m3 の計画高水流量より毎秒 3,000 m3 を調節、他のダムと合わせると毎秒 6,000 m3 を調節する。灌漑については赤城・榛名大開田計画の水源として、ダムから放流した水を利根川・吾妻川合流点に建設する堰より取水、赤城・榛名山麓のみならず群馬県前橋市・高崎市、埼玉県本庄市・深谷市・熊谷市・さいたま市を経て八潮市の中川まで連結する用水路を建設。その他の新規農地開拓事業へも用水を供給する。灌漑用水としては毎秒 30 m3 、1日量約 260万 m3 を供給する。上水道と工業用水道は東京都および京浜工業地帯などの東京湾沿岸の工業地域に毎秒 45 m3 、1日量 390万 m3 を供給。そして水力発電については直下流の渋川市敷島付近に規模は不明ながら逆調整用のダムを建設、合わせて下部調整池とすることで最大 130万 kW の揚水発電を行い、火力発電と連携する。この発電規模は当時としては日本最大の出力を有する水力発電所計画であった。年間電力発生量も 35億 kWh と佐久間発電所の約2倍強となり、これもまた日本最大となる。さらに水の有効利用を図るため只見川源流の尾瀬に計画されていた尾瀬原ダム計画をも活用、尾瀬より片品川を経て毎秒 6 m3 の水を沼田ダムに導水、阿賀野川水系から利根川水系へ流域変更することも提言。加えて利根川水系のダム管理を効率的に一元化するための「利根川開発庁」設置も提案している。
そして地域振興として沼田ダムの人造湖を有効利用することも提言している。すなわちダム湖周辺を緑地帯として整備しレクリェーションを行えるように整備、ダム左岸に国道17号を整備すると共に右岸に舗装道路を設けて猿ヶ京温泉や水上温泉へのアクセスを容易にして観光客を呼び込む。また水没を免れる高台に都市計画に基づいた新しい沼田市街を造成し国鉄上越線新沼田駅を建設、新都市には工場や研究所を誘致して沼田市の活性化を図るとした。
沼田ダム建設に必要な事業費はダム本体事業費が1959年当時の金額で522億5,000万円、発電事業費が707億円、水路整備費に400億円、合計で約1,629億5,000万円となる。これを現在の貨幣価値に直すと順調に事業が進捗したと仮定しても約9,777億円と実に1兆円近くの巨費となり、日本最大級のプロジェクトとなる。

## 猛烈な反対運動
「岩本ダム」・「沼田ダム」何れの計画にしても余りに地元への影響が多大であり、計画発表後直ちに地元の猛烈な反対を惹き起こす。「岩本ダム計画」が公になったのは1953年8月14日付けで毎日新聞が「沼田に『大ダム』を建設」と報道してからであり、沼田地域の住民はこの記事を読んで初めてダム計画があることを知った。「岩本ダム」の場合は穴あきダムであることから、洪水時に貯水することで田畑が水没する。建設省はその度に補償金を支払うと言明していたが、一旦泥水に浸かると原状回復が困難であることを知っている農民はこれに激しく反発した。
約 710 ha の人造湖が形成されることで約800戸が移転を余儀なくされることから周辺住民は一致してダム建設に強固に反対する姿勢を取り、同年12月には周辺町村の住民も加わって「沼田ダム建設絶対反対期成同盟連合会」を結成。「我ら農民の生存利害を無視した暴戻極まりない案」として猛烈な反対運動を展開した。この中で沼田ダムの即時撤回と利根川水系の各支流に分散したダム建設（前述の「B案」）を行うよう強烈に主張した。こうした反対運動によってダム計画は膠着化、この間に藤原ダムや相俣ダムが完成して利根川の治水計画が進み、「岩本ダム」は事実上凍結した。これにより一度落ち着いたかに見えたダム計画が1959年に再度動き出したことにより再び反対運動が持ち上がったが、今度の運動は前回の比ではなかった。それは産業計画会議案による「沼田ダム」計画が余りにも沼田市に対し犠牲を強いる案であったからである。

この案でダムが完成した場合、湛水面積は約 2,700 ha となるわけであるが、地図で水没予定地を見た場合北は赤谷川合流点を越えて利根郡月夜野町付近、群馬県道273号後閑羽場線の月夜野橋まで水没する。また東では片品川が沼田市下久屋町付近、薄根川が沼田市岡谷町まで完全に水没する。沼田市は高台の一部が半島状に残り、低地は全く水没する状態となる。上越新幹線や関越自動車道が沼田市付近を避けて高台を通過しているのは、沼田ダム建設を念頭に置いたものといえなくもない。特に関越自動車道については、ダム完成時に付け替えられる国道17号の予定路線とほぼ同じ位置を通過しており、沼田インターチェンジは水没を免れる新沼田市街予定地に建設されている。
水没予定地の中には沼田市役所・沼田警察署・沼田消防署・国立沼田病院・国鉄沼田駅といった沼田市官庁街が含まれる。移転世帯も2,200世帯と莫大なものとなり、沼田市はダム建設によって多大な損失を蒙る。このため沼田市民や月夜野町民は「沼田ダム」計画に猛然と反発、「沼田市・利根郡を繁栄から零落へ引きずり落とす」・「藤原ダム・相俣ダム水没住民の例を見れば、移転住民の将来は暗い」として「沼田ダム建設反対期成同盟連合会」を結成。計画発表の3か月後、10月7日に沼田公園において「沼田ダム建設反対総決起大会」を挙行した。この大会に集まった住民は約3,000人。めいめい鉢巻やムシロ旗を携え、市街地をデモ行進してダム反対を訴えた。
これを受け沼田市議会は「総決起大会」後の10月11日、沼田ダム建設に対して「沼田市が壊滅する」と反対決議を全会一致で採択。周辺の利根郡昭和村等も反対の意思を明確にし、建設省に対し激しく抵抗した。その一方で赤城・榛名大開田計画の受益地となる北群馬郡や勢多郡からは「沼田ダム」建設賛成の動きがあり、前年の1958年（昭和33年）7月29日に同じ沼田市内で「沼田ダム建設促進同盟会」が結成され、早期のダム建設を訴えた。このため沼田市民の間では賛否両論が渦巻き住民同士の対立も一部では起こった。またダム建設を見越した投機業者が土地の値段を吊り上げ地価が暴騰、さらに市内の公共事業がダム建設の動きが不透明なこともあって進捗が滞るなどの支障が生じた。

## 計画中止
沼田市が官民一体となって繰り広げたダム反対運動は世間の注目を浴び、国会でも問題になった。この頃は吾妻川でも八ッ場ダムが川原湯温泉水没を理由に吾妻郡長野原町が反対決議を採択して激しい反対運動を展開しており、利根川の河川開発のあり方を巡って国会でも建設の是非について度々取り上げられた。だが日本国政府・建設省は、沼田ダムの必要性を訴求、当時第3次池田内閣の建設大臣であった河野一郎や小山長規も沼田ダム建設促進の姿勢を崩していなかった。
1966年（昭和41年）2月、第1次佐藤内閣の建設大臣・瀬戸山三男が「沼田ダムは首都圏のために必要な事業で、建設を推進したい」と発言した事から沼田市はさらに態度を硬化させた。この間には日本社会党や日本共産党も反対運動に加わり、反対運動はさらに盛り上がりを見せた。これまで状況を静観していた神田坤六群馬県知事や群馬県当局・群馬県議会も「大勢の県民が犠牲となり、群馬県全体を混乱させる沼田ダム事業は容認できない」として、事業に対し反対する姿勢を見せたことから群馬県全体が官民一体でダム事業に対し明確な反対意思を表明。ここにおいて事業は完全に膠着化する状況となった。
佐藤内閣はそれでも沼田ダム建設推進の姿勢を崩さなかった。だが建設省はその後の利根川水系における治水計画・「利根川水系工事実施基本計画」の中で沼田ダムを盛り込まず、「本庄ダム計画」（烏川）や「跡倉ダム計画」（鏑川）、「神戸ダム計画」（渡良瀬川）を進めるようになった。また、水資源開発公団も「利根川水系水資源開発基本計画」で沼田ダムを盛り込まなかった。さらにダム計画の目的でもあった赤城・榛名大開田計画が水源を矢木沢ダムなどに求め、沼田ダム計画を利用しない形で1964年より群馬用水が建設され1969年（昭和44年）に完成、ダム計画地点の直上流にある綾戸ダム湖に取水口を設置し灌漑用水供給が開始。東京都への上水道・工業用水道供給についても矢木沢・下久保ダムを水源に利根大堰より葛西用水路・見沼代用水・埼玉用水路が整備され荒川水系に連結、沼田ダム計画の進捗を待たずに東京都への供給が開始された。このように沼田ダム計画が次第に放置・形骸化する中で転機が訪れた。佐藤内閣から引き継いだ田中角栄内閣の誕生である。
「日本列島改造論」を引っ提げ総合開発事業を強力に推進していた田中内閣であったが、沼田ダム計画については事業の再検討を行った。1972年（昭和47年）10月11日、第1次田中角栄内閣の建設大臣である木村武雄は沼田市を訪問し、ダム予定地視察や関係者との懇談を行った。そして「地元に多大な犠牲を生じる沼田ダム建設は不可能」として談話を発表。ダム計画の白紙撤回を表明した。こうして1952年に第3次吉田内閣が事業を承認してより20年目にして沼田ダム計画は中止されたのである。

沼田ダム計画はこうして封印されることとなり、その代わりとして草木ダム（渡良瀬川）や奈良俣ダム（楢俣川）が新規に計画され完成。渡良瀬遊水地と共に矢木沢・藤原・相俣・薗原・下久保の5ダムを合わせ利根川上流ダム群が、また鬼怒川筋では川治ダム（鬼怒川）が完成して鬼怒川上流ダム群が形成され東京都など首都圏の水がめとなった。なお、烏川の「本庄ダム計画」や鏑川の「跡倉ダム計画」も沼田ダム同様中止となるが、八ッ場ダムは52年目にして補償交渉が妥結した。しかし2009年（平成21年）に誕生した民主党の鳩山由紀夫内閣による公共事業見直し政策では当時の国土交通大臣である前原誠司により「事業見直し」対象ダムとされ、建設推進の立場をとる地元群馬県や長野原町、下流受益地の東京都・埼玉県・千葉県・茨城県・栃木県との間で対立を引き起こし、最終的に八ッ場ダムの完成は2020年（令和2年）にずれ込んだ。
河川開発と水没地域の関わりについて、熊本県の蜂の巣城紛争（筑後川）と共に大きな問題提起となった未完のダム事業である。最近までその存在も忘れられつつあったが、八ッ場ダム問題で再び関心が持たれた。